# Torneio Vencedores da América
O Torneio Vencedores da América foi uma competição futebolística realizada no Uruguai em 1983, tendo como vencedor o time do Santos Futebol Clube.
Foi um torneio disputado entre grandes times internacionais como o Peñarol, que, naquele instante, era o campeão mundial e com a participação do grande Nacional de Montevidéu, clube de muita história naquele país.
O Santos Futebol Clube para sagrar-se campeão teve que superar o Nacional no estádio Centenário em Montevidéu pelo placar de 2x1 e no mesmo estádio, encontrou-se na final com o Peñarol, vencendo pelo marcador de 3x0, o que causou muita surpresa no Brasil e também no Uruguai, onde os jornais retrataram a vitória surpreendente do time santista.
O torneio foi transmitido pela TV Record, de São Paulo.

## Participantes
- Nacional
- Peñarol
- Santos

## Tabela

### Turno único[4][5]
| 5 de março de 1983 | Peñarol                                | 3 – 2 | Nacional                      | Centenario, Montevidéu (Uruguai) Público: Árbitro: |
|                    | Morena 43' · Saralegui 70' · Ramos 79' |       | Luzardo 55' (P) · Perdomo 64' | Público: 45,000 Árbitro: Luiz Martínez Bazan       |

| 8 de março de 1983 | Nacional     | 1 – 2 | Santos                                | Centenario, Montevidéu (Uruguai) Público: Árbitro:             |
|                    | Villazan 90' |       | João Paulo 27' · Serginho Dourado 31' | Público: 25,000 Renda: Cr$ 10.000.000,00 Árbitro: Luiz da Rosa |

| 10 de março de 1983 | Santos                        | 3 – 0 | Peñarol | Centenario, Montevidéu (Uruguai) Público: Árbitro: |
|                     | João Paulo · Serginho Dourado |       |         | Público: 30,000 Árbitro: Ramon Barreto             |

### Classificação
| Time     | Pts | J | V | E | D | GP | GC | SG |
| -------- | --- | - | - | - | - | -- | -- | -- |
| Santos   | 4   | 2 | 2 | 0 | 0 | 5  | 1  | 4  |
| Peñarol  | 2   | 2 | 1 | 0 | 1 | 3  | 5  | -2 |
| Nacional | 0   | 2 | 0 | 0 | 2 | 3  | 5  | -2 |

| Torneio Vencedores da América |
| ----------------------------- |
| SANTOS Campeão                |